# Bektaş Demirel
Bektaş Demirel, znany też jako ros. Висита Асанов, „Visita Asanov” (ur. 8 lutego 1976) – turecki judoka. Dwukrotny olimpijczyk. Zajął 21. miejsce w Atlancie 1996 i odpadł w eliminacjach w Atenach 2004. Walczył w wadze półlekkiej.
Brązowy medalista mistrzostw świata w 1995; uczestnik turnieju w 1997, 2003 i 2005. Startował w Pucharze Świata w latach 1995–1997, 1999-2004. Brązowy medalista igrzysk śródziemnomorskich w 2005. Mistrz Europy w 2004 i trzeci w 1995 roku.

## Letnie Igrzyska Olimpijskie 1996
| Konkurencja | Eliminacje            | Klas. końcowa |
| Konkurencja | Przeciwnik I          | Miejsce       |
| ----------- | --------------------- | ------------- |
| -65 kg      | Lee Seong-hun (KOR) P | I runda.      |

## Letnie Igrzyska Olimpijskie 2004
| Konkurencja | Eliminacje                | Eliminacje              | Repasaże                  | Klas. końcowa |
| Konkurencja | Przeciwnik I              | Przeciwnik II           | Przeciwnik I              | Miejsce       |
| ----------- | ------------------------- | ----------------------- | ------------------------- | ------------- |
| -66 kg      | Larbi Benboudaoud (FRA) Z | Georgi Georgiew (BGR) P | Dawit Margoszwili (GEO) P | II runda.     |